# Conejo Alado en Operaciones

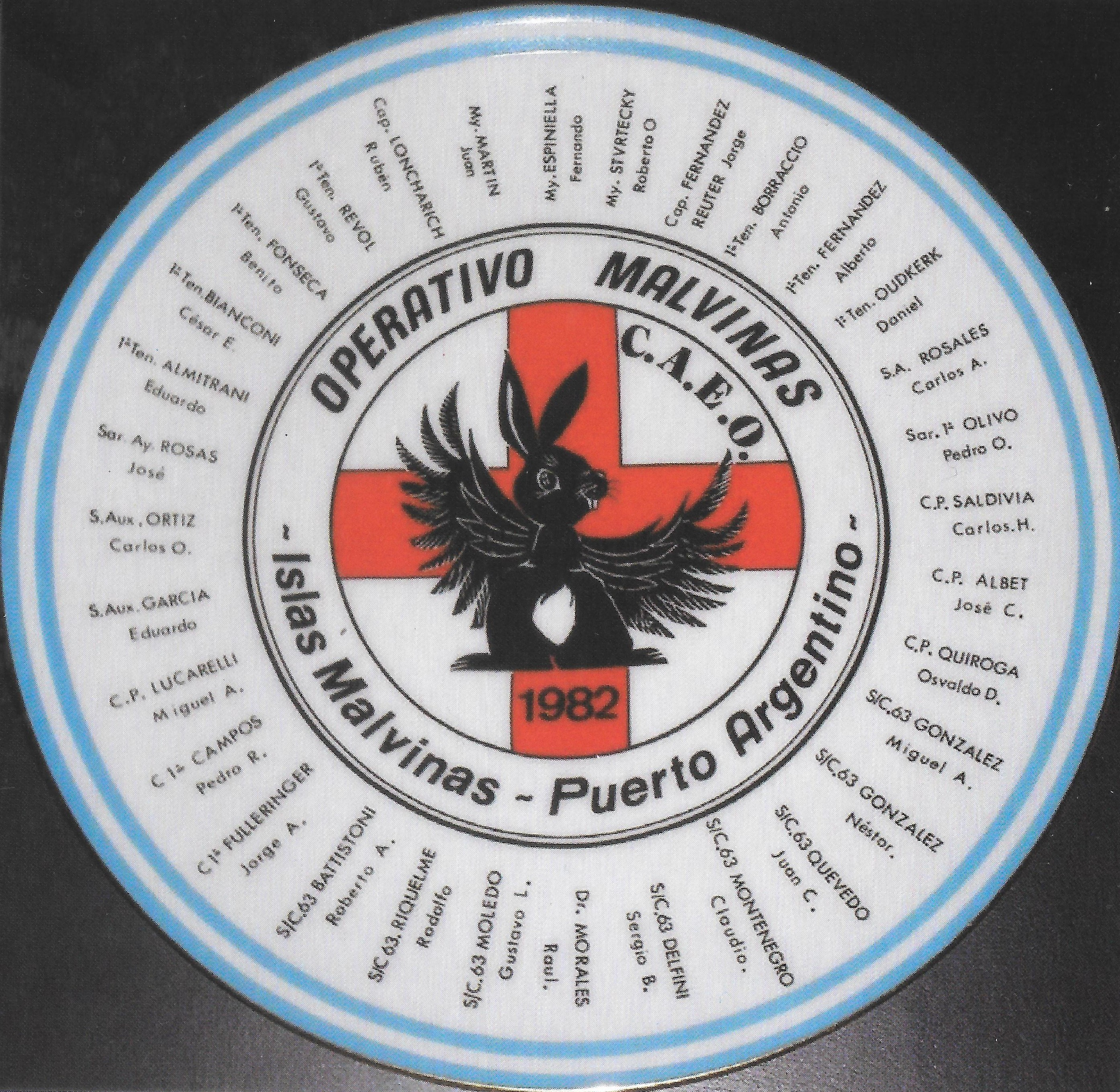
Emblema del Conejo Alado en Operaciones.

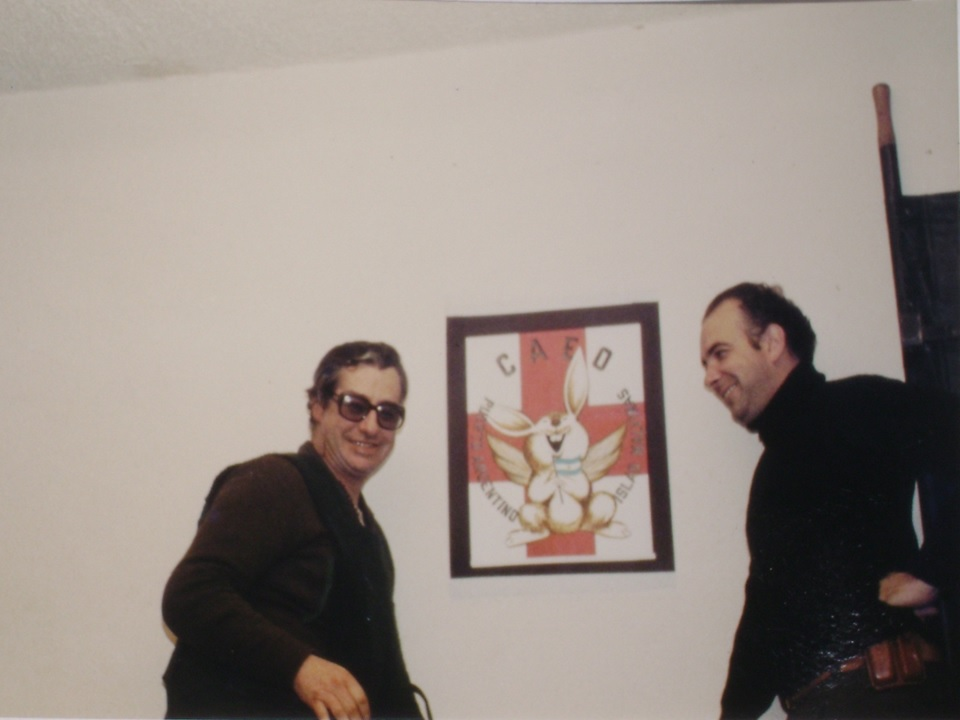
Fernando Espiniella (derecha) y Juan R. Martin (izquierda) junto al emblema del Conejo Alado en Operaciones.

El Conejo Alado en Operaciones (CAEO) es un símbolo creado por el personal de Sanidad de la Fuerza Aérea Argentina durante el Guerra de las Malvinas. Surgió como emblema de identidad y camaradería del equipo médico en el teatro de operaciones, representando valores de unidad, profesionalismo y resiliencia frente a las adversidades del conflicto.

## Origen
El CAEO nació el 13 de abril de 1982 en el hospital militar conjunto en Puerto Argentino, durante el despliegue de la sanidad de la Fuerza Aérea. Según testimonios del mayor Fernando Espiniella, jefe del Servicio de Sanidad de la Fuerza Aérea, el símbolo fue creado durante una conversación del equipo médico, inspirado en un pensamiento de Hermann Hesse: «Donde todo animal digno muere, el único que sobrevive es el conejo».

El diseño fue realizado por el mecánico dental y artista Néstor Goyanes, enviado a las islas durante el conflicto y plasmado en una bandera que identificaba al equipo de sanidad de la FAA.

## Significado y legado
El CAEO acompañó al personal médico de la Fuerza Aérea como símbolo de humor, resiliencia y compañerismo en las difíciles condiciones de la guerra. La bandera del CAEO fue izada en el hospital y aparece en registros fotográficos y audiovisuales de la época. Tras el conflicto, el CAEO se convirtió en emblema de referencia para los veteranos de la sanidad aérea, quienes continúan rememorando el símbolo en actos y encuentros.

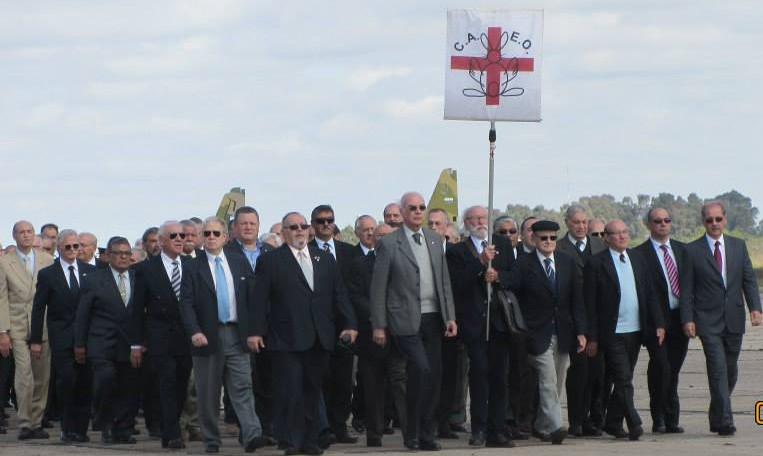
Veteranos de la Sanidad de la Fuerza Aérea Argentina durante un homenaje al emblema del Conejo Alado en Operaciones, El Palomar, 1 de mayo de 2014.

El CAEO ha sido mencionado en medios nacionales, como en una nota de TN que destacó la amistad y el trabajo del grupo durante y después de la Guerra de Malvinas.

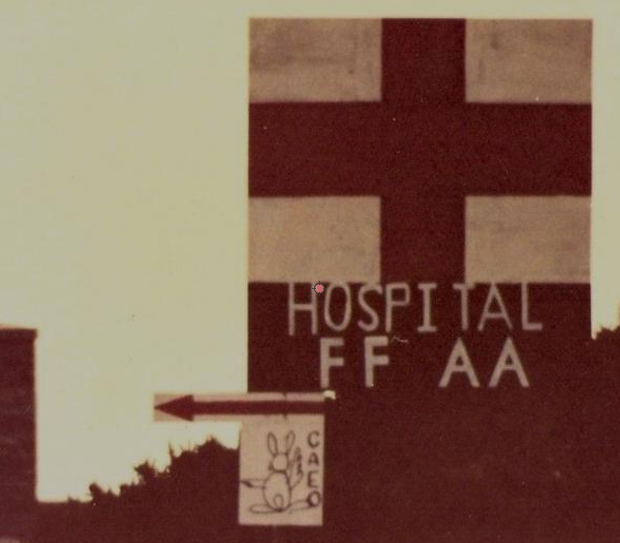
Cartel del emblema del Conejo Alado en Operaciones (CAEO) en Malvinas, 1982.